# آرکایتس دوران
آرکایتس دوران (اسپانیایی: Arkaitz Durán‎؛ زادهٔ ۱۹ مهٔ ۱۹۸۶) دوچرخه‌سوار اهل اسپانیا است. وی در مسابقات تور دو فرانس و جیرو دیتالیا شرکت کرده‌است.